# Unitel (Perú)
Unitel (acrónimo de Universal de Televisión) fue una estación de televisión peruana que transmitía por el canal 27 de la banda UHF en la ciudad de Lima. Fue fundada por José Luis Banchero y tuvo emisiones intermitentes entre 1983 y 2013. Fue el primer canal de televisión de pago en el país. En sus inicios, transmitió de forma codificada por televisión analógica terrestre.

## Historia

### Orígenes
A fines de 1982, el espectro de la banda VHF del área metropolitana de Lima comenzó a saturarse. Había una crisis económica durante el segundo gobierno de Fernando Belaúnde Terry, heredada de la dictadura militar de Juan Velasco Alvarado, y al devolver este las estaciones privadas de televisión abierta que Velasco expropió a sus dueños, volvieron a aparecer las estaciones de televisión independientes. Ese año, José Luis Banchero quiso hacer un negocio de televisión por suscripción sin cortes comerciales en Lima, ocho años antes de la salida de la televisión por cable en aquella ciudad, y paralelamente con la salida de TVS en Iquitos, se comenzó a anunciar el primer canal de UHF en Lima en el canal 27, con señal codificada.

### Lanzamiento y debacle
El canal 27 iba a comenzar sus transmisiones en febrero de 1983. Debido a que su transmisor no fue enviado a tiempo a los Estados Unidos, sus transmisiones fueron pospuestas para fines de mayo de ese año. Durante ese mes, se realizaron emisiones de prueba por televisión abierta. El 6 de junio de 1983, Unitel comenzó sus transmisiones oficiales en señal codificada a 210 suscriptores, desde las 7:00 p.m. hasta la 1:00 a.m. del día siguiente. La programación estaba compuesta de películas que ya se exhibieron en los cines, pero no se estrenaron en televisión, shows musicales, programas especiales y grandes eventos deportivos. Unitel transmitía de lunes a viernes de 7:00 p.m. a 1:00 a.m., y los sábados y domingos de 4:00 p.m. hasta las 12:00 a.m. La programación era exhibida sin censura y sin cortes comerciales. El servicio costaba en la fecha de introducción alrededor de S/.35 000 al mes. Los nuevos suscriptores tenían que pagar cerca de S/.75 000 por gastos de instalación y S/.350 000 de garantía por el decodificador, precios que subirían con la persistente inflación que azotaba al Perú por entonces.
En los televisores que no podían sintonizar canales de la banda UHF, el canal 27 podía ser sintonizado con un decodificador, el cual retransmitía su señal en los canales 3 y 6 de la banda VHF. También emitía programación por señal abierta, inicialmente documentales educativos, bajo la denominación Universidad del Aire, además de programas especiales para profesionales y programas técnicos de servicio a la comunidad. No obstante, con el paso del tiempo, Unitel se especializó en un formato musical con espacios de videoclips como Videomúsica, Tus hispanos favoritos y Telerock.
Luego de algunos años, el negocio de los suscriptores nunca llegó a ser rentable, la falta de ingresos hizo que Banchero mirara a otros negocios. Todo acabó cuando una subsidiaria local de 20th Century-Fox le ganó un juicio por emitir La profecía sin autorización por lo que tuvo que pagar una fuerte indemnización. Desde ese momento, Unitel abandonó sus emisiones en señal codificada y se dedicó a transmitir programación con publicidad íntegramente por señal abierta y enfocándose en la comedia.
En 1988, Unitel lograría su máxima popularidad con el programa Noti-Insólito, conducido por Horacio Ross, un joven y carismático animador argentino, quien luego fue contratado por importantes cadenas de televisión del país.
A mediados de 1990, en medio de la aguda crisis económica que atravesaba el país y que afectó seriamente a la empresa, el canal 27 cesó indefinidamente sus emisiones.
En 1998, reapareció con transmisiones eventuales de conciertos musicales, dando oportunidad a estudiantes de ciencias de la comunicación para que realicen  sus prácticas preprofesionales. También Unitel alquilaba sus espacios a producciones independientes, mismas que fueron fuente de material audiovisual que sostenía gran parte de su programación como: "Telecine" programa magazine de cultura cinematográfica, "Empresa" programa de entrevistas, "Salvando Vidas" magazine médico, "Descubriendo Perú" programa de micro documentales. Siendo Cosmos Producciones Art y Com. productora dirigida por el realizador audiovisual Juan Lanfranco Calderón la principal empresa proveedora de contenidos entre ese periodo. Esta situación se mantuvo hasta 2002.

### Última etapa
En 2005, volvió al aire con una programación variada. Programas como los de Don Pedrito, Susana Bozzo, Olinda Caballero y el Dr. José Luis Pérez-Albela son representativos de esta etapa que duró un par de años. No obstante, el canal nuevamente dejaría de emitir. 
En 2010, volvió transmitir, pero solo esporádicamente en señal de prueba de baja potencia con programación continuada de videos musicales, ahora con la administración de la empresa peruana Júpiter TV.
En 2012, el canal fue comprado por el Grupo RPP con la intención de convertirlo en un nuevo canal de TDT. A fines de 2013, el canal, que aún emitía videoclips e infomerciales, cesó sus emisiones. El canal fue relanzado en 2014 como Capital TV, un canal de televisión de noticias que transmitía en simultáneo la misma programación que Radio Capital en el canal virtual 3.1 de la TDT de Lima.

## Programas
- Noti-Insólito
- The Superstars
- Videomúsica
- Tenis en el 27
- Tus hispanos favoritos
- Telerock
- Telecine
- Salvando Vidas
- Empresa